# Donna Fargo
Donna Fargo, pseudonimo di Yvonne Vaughn (Mount Airy, 10 novembre 1945), è una cantautrice, musicista e scrittrice statunitense.

## Biografia
Nel corso della sua carriera Donna Fargo ha accumulato undici ingressi nella Top Country Albums (tra cui due numero uno) e trentotto nella Hot Country Songs (di cui sei numero uno). L'album di debutto The Happiest Girl in the Whole U.S.A. è stato certificato disco d'oro dalla Recording Industry Association of America mentre il singolo omonimo ha conferito alla cantante il suo primo e unico Grammy Award nel 1972.

## Discografia

### Album in studio
- 1972 – The Happiest Girl in the Whole U.S.A.
- 1973 – My Second Album
- 1973 – All About a Feeling
- 1974 – Miss Donna Fargo
- 1975 – Whatever I Say Means I Love You
- 1976 – On the Move
- 1977 – Fargo Country
- 1977 – Shame on Me
- 1977 – Free and Easy
- 1978 – Dark-Eyed Lady
- 1979 – Just for You
- 1980 – Fargo
- 1981 – Brotherly Love
- 1983 – Donna
- 1984 – Encore
- 1986 – Winners

### Raccolte
- 1977 – The Best of Donna Fargo
- 1995 – The Best of Donna Fargo
- 1997 – Best of Donna Fargo
- 2002 – 20th Century Masters: The Millennium Collection
- 2016 – That Was Yesterday
- 2006 – He Kept On Loving Me

### Singoli
- 1967 – Would You Believe a Lifetime
- 1967 – You Reach for the Bottle
- 1967 – Kinda Glad I'm Me
- 1968 – Daddy
- 1969 – Wishful Thinkin'
- 1972 – The Happiest Girl in the Whole U.S.A.
- 1972 – Funny Face
- 1972 – Superman
- 1973 – You Were Always There
- 1973 – Little Girl Gone
- 1974 – I'll Try a Little Bit Harder
- 1974 – You Can't Be a Beacon If Your Light Don't Shine
- 1974 – US of A
- 1975 – It Do Feel Good
- 1975 – Hello Little Bluebird
- 1975 – Whatever I Say (Means I Love You)
- 1975 – What Will the New Year Bring
- 1976 – You're Not Charlie Brown
- 1976 – Mr. Doodles
- 1976 – I've Loved You All of the Way
- 1976 – Don't Be Angry
- 1976 – Mockingbird Hill
- 1977 – I'd Love You to Want Me
- 1977 – That Was Yesterday
- 1977 – Shame on Me
- 1977 – Do I Love You (Yes in Every Way)
- 1978 – Raga Muffin Man
- 1978 – Another Goodbye
- 1978 – Somebody Special
- 1979 – Preacher Barry
- 1980 – Walk on By
- 1980 – Land of Cotton
- 1980 – Seeing Is Believing
- 1981 – Lone Star Cowboy
- 1981 – Jacamo
- 1981 – The Baptism of Jesse Taylor
- 1981 – Say I Do
- 1982 – It's Hard to Be the Dreamer (When I Used to Be the Dream)
- 1982 – Did We Have to Go This Far (To Say Goodbye)
- 1983 – The Sign of the Times
- 1984 – My Heart Will Always Belong to You
- 1986 – Woman of the 80's
- 1986 – Me and You
- 1987 – Members Only (con Billy Joe Royal)
- 1991 – Soldier Boy
- 2008 – We Can Do Better in America